# 蘭尼恩廣場站
貝爾法斯特蘭尼恩廣場站（英語：Belfast Lanyon Place railway station），曾稱貝爾法斯特中央站，是英國北愛爾蘭首府貝爾法斯特的主要火車站之一。蘭尼恩廣場站不僅是北愛爾蘭鐵路眾多短途路線列車的停靠站，也是國際列車奮進號列車（Enterprise）的終點站。蘭尼恩廣場站距市中心較遠，若提示有效車票的話，可搭乘自中央車站前往市政廳的免費公車。

## 概况
该站有两个岛式月台，每个月台都有两条轨道，每侧都能容纳多达九节车厢的列车。1号站台通常只在高峰期使用，也用于爱尔兰铁路保护协会的特别服务。2号站台是企业站台。3号站台是 "南行站台"，通常用于开往大维多利亚街、波塔敦、利斯本和纽里的列车，4号站台是 "北行站台"，用于开往德里、拉尔尼和班戈线的列车。
和位于贝尔法斯特市中心附近的另一个主要车站维多利亚大街站之间有定期服务。
2017年有260万人次使用该站。

## 服务

### 纽里-贝尔法斯特-班戈线
从周一到周六，每半小时有一趟从班戈到波塔敦的列车，有些列车继续开往纽里。在高峰期，每小时有多达6趟列车开往班戈，其中3趟是快车，另一半是慢车，在这里和班戈之间的所有车站停靠。在晚上，该服务会减少到每小时一次。一些清晨方向的列车会以大维多利亚街为终点站或起点，而不是继续通过贝尔法斯特前往各自的外围终点站。
在周日，班戈和波塔敦之间的服务是每小时一班。周日，在波塔敦和纽里之间的车站没有当地的服务停靠。